# Museo della Marina pachistana
Il museo della Marina pachistana (in urdu پاک بحریہ عجائب گھر‎?; in inglese Pakistan Maritime Museum) è un museo e parco navale sito nei presssi della stazione navale PNS Karsaz, lungo la Habib Ibrahim Rehmatullah Road (Karsaz Road) a Karācī, in Pakistan.

## Area museale
L'edificio principale del museo, che copre un'area di 50 000 piedi quadri (ca. 4645 metri quadri) è sito all'interno di un parco di 15 acri (6 ettari). Dislocato su tre piani, consta di 9 gallerie e di 11 settori espositivi, offrendo anche un auditorium con una capienza di 60 persone.
L'area museale include un archivio storico, un negozio di souvenir, un archivio storico e una biblioteca, un impianto di filtraggio dell'acqua, una moschea con accesso separato alle donne e agli uomini, un centro comunitario in cui si svolgono sovente matrimoni del personale della marina.

## Collezioni
Il patrimonio marittimo e navale è rappresentato attraverso diorami, attrezzature d'epoca, murales e rappresentazioni pittoriche. Un sistema informatizzato rende immediatamente disponibili in molte gallerie le informazioni a visitatori e studenti.
Il museo ospita anche un sottomarino di classe Daphné PNS Hangor (S131), il dragamine PNS Mujahid (M164), l'aereo Breguet Atlantic di fabbricazione francese, un elicottero Westland Lynx e una chiatta di legno che la Regina volle donare al capo della marina negli anni '60.

## Galleria d'immagini

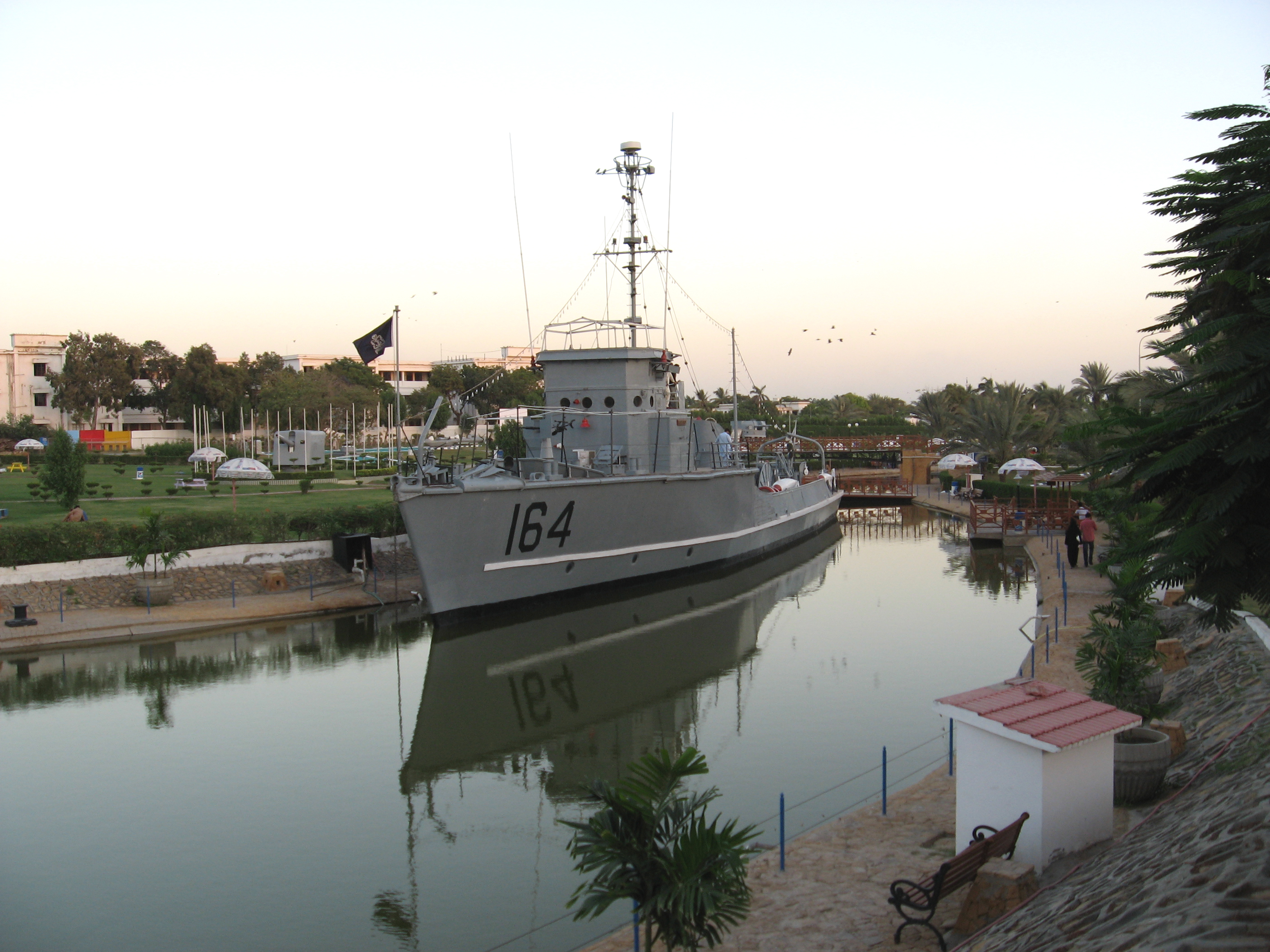
PNS Mujahid.
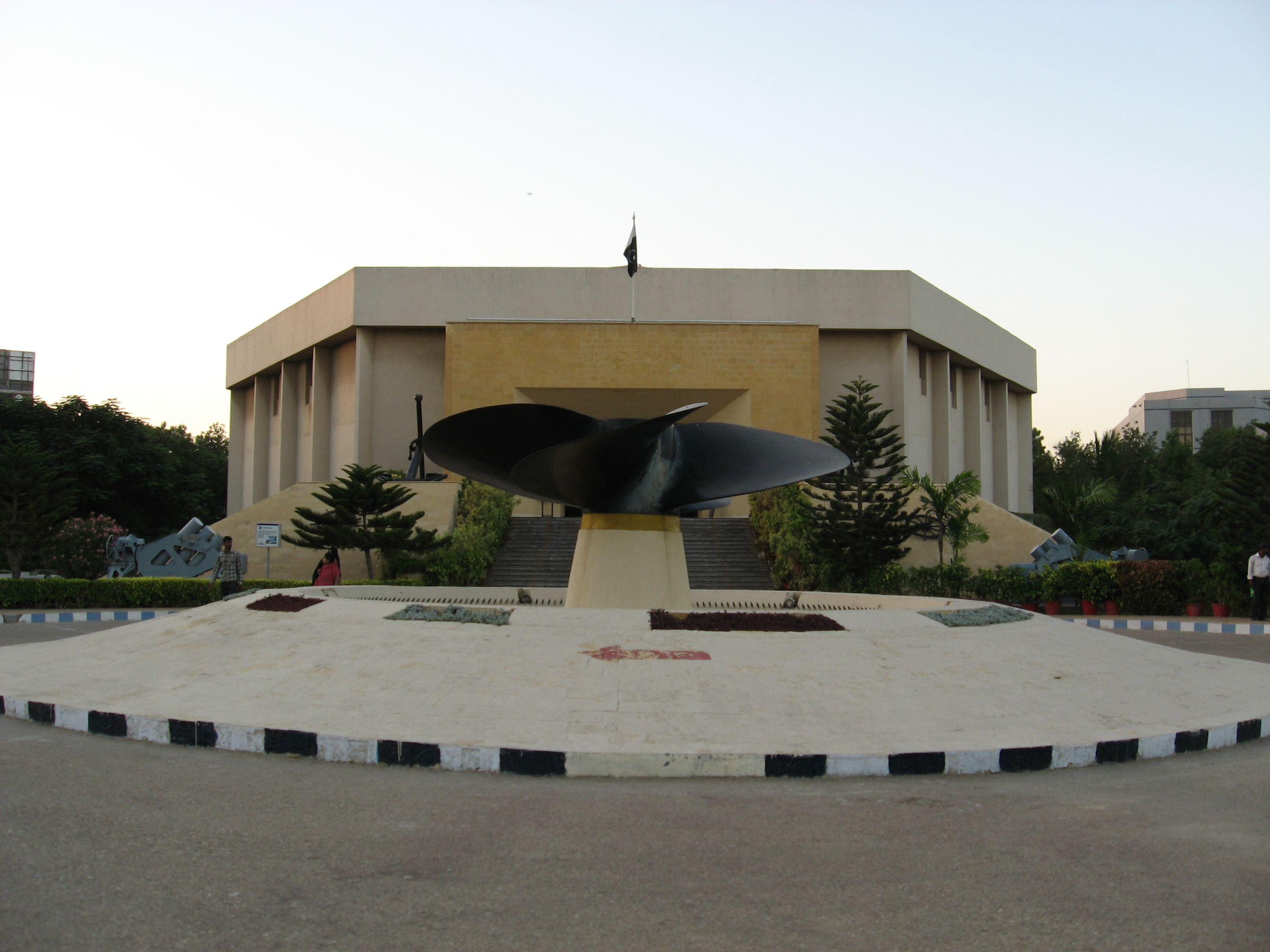
Padiglione.
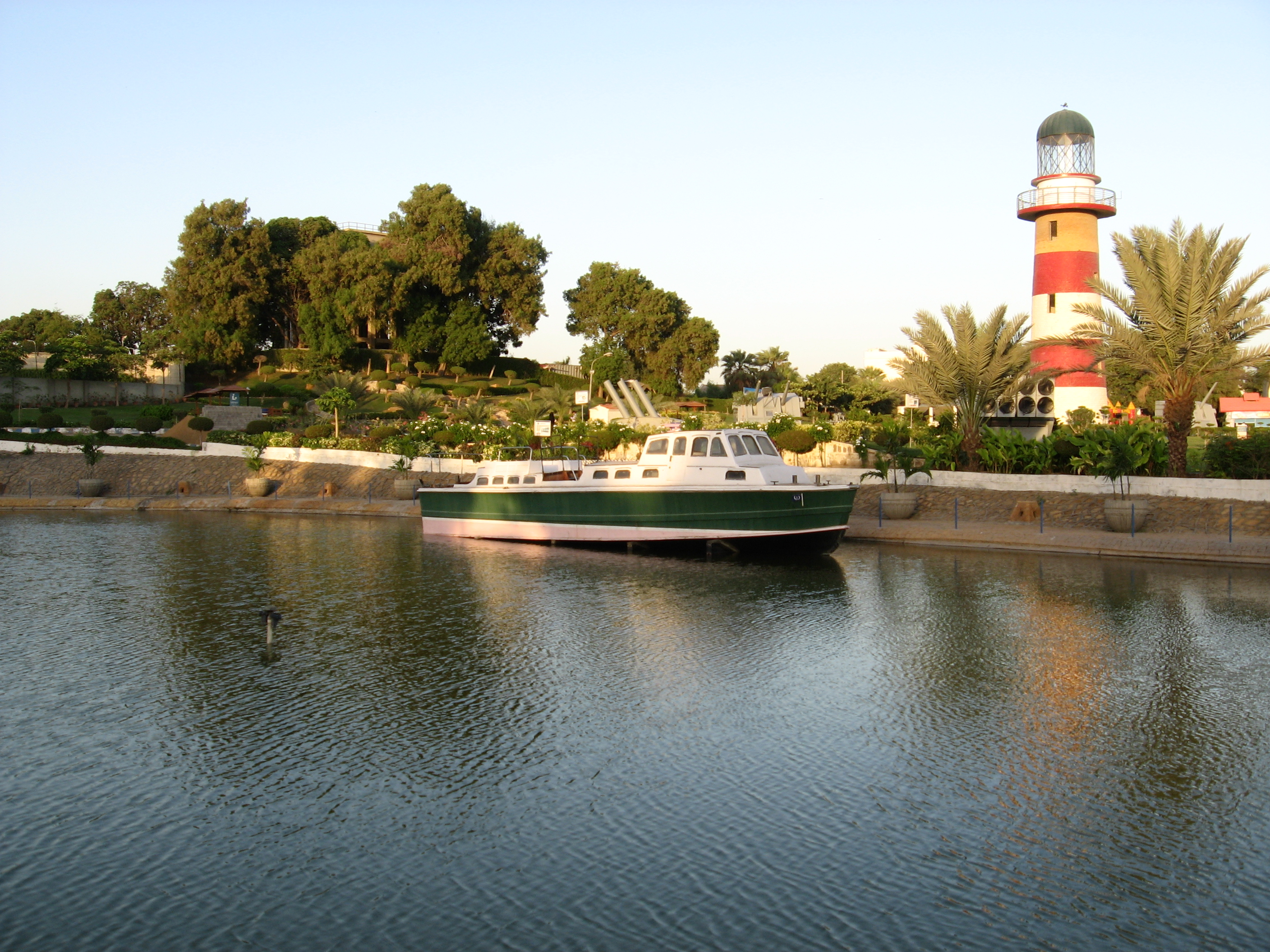
Veduta del parco navale.